# Aldina insignis
Aldina insignis är en ärtväxtart som först beskrevs av George Bentham, och fick sitt nu gällande namn av Stephan Ladislaus Endlicher. Aldina insignis ingår i släktet Aldina och familjen ärtväxter.

## Underarter
Arten delas in i följande underarter:
- A. i. insignis
- A. i. retusa